# 7682 Міура
7682 Міура (7682 Miura) — астероїд головного поясу, відкритий 12 лютого 1997 року.
Тіссеранів параметр щодо Юпітера — 3,346.